# Andreas Wrede

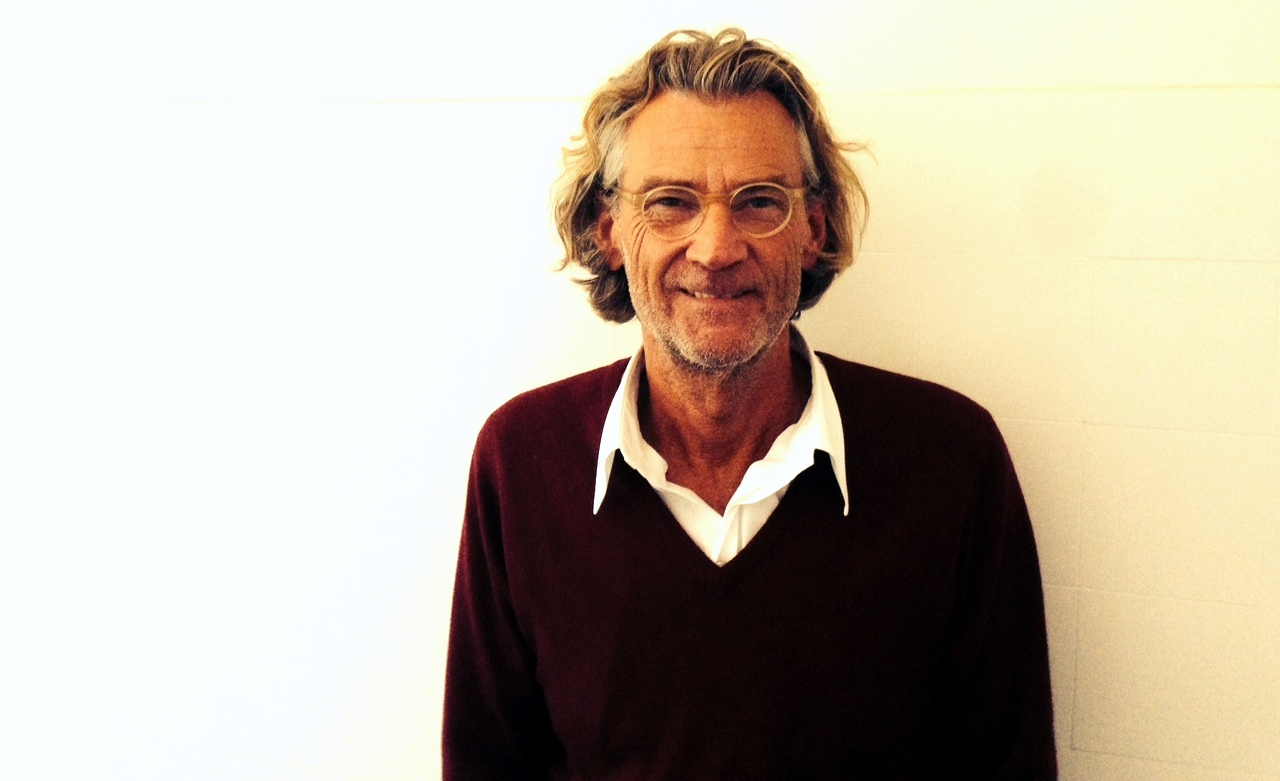
Andreas Wrede (2014)

Andreas Wrede (* 16. Dezember 1956 in Essen) ist ein deutscher Journalist. Er ist außerdem Dozent an der Hamburg Media School und dort Mitarbeiter am InnoLab.

## Leben
Sein Vater Joachim Wrede war Jurist, Dolmetscher und Osthandelsexperte beim Otto-Wolff-Konzern,
Mitglied des Widerstandskreises 20. Juli 1944 und bis zum 23. April 1945 in Gestapo-Gefangenschaft. Seine war Mutter Marie-Luise Wrede und sein älterer Bruder ist der ehemalige Diplomat Hans-Heinrich Wrede. Andreas Wrede wuchs in Essen auf und absolvierte 1978 sein Abitur am Humboldt-Gymnasium in Bad Pyrmont.
1978 begann er ein Studium der Soziologie, Politik und Neueren Chinesischen Sprache an der Universität Göttingen, das er 1983 mit dem Magister artium abschloss. Während seiner Studienzeit trat er 1981 – „alternativ, aus der Anti-AKW-Bewegung“ kommend – den Grünen bei, war Mitstreiter von Jürgen Trittin u. a. im Studentenparlament und redaktionell tätig für die Grünen. 1983 verließ er die Partei.
Wrede leistete seinen Zivildienst in Göttingen und wurde 1985 Volontär beim Göttinger Tageblatt. 1986 wurde er dort fester Redakteur, sein Schwerpunkt lag auf Lokal- und Kulturpolitik sowie Reportagen. 1988 wurde er Redakteur bei der Filmzeitschrift Cinema und stellvertretender Chefredakteur. Von Juli 1988 bis Januar 1988 war er Dozent im Fach Feuilleton an der Akademie für Publizistik Hamburg.
1989 wurde Wrede politischer Korrespondent für die Bild-Zeitung und Bild am Sonntag in Bonn. Im Oktober 1990 wurde er Gründungs-Chefredakteur der Lifestylemagazins Max. Von 1996 bis 1998 war er Programmdirektor und Mitglied der Geschäftsführung beim Pay-TV-Sender Premiere, heute Sky Deutschland. Danach arbeitete er als Medienberater, unter anderem für den Axel-Springer-Verlag, Gruner + Jahr und das Trendbüro Hamburg und als Berater und anschließend Chefredakteur von Spiegel spezial Diesen Titel machte Wrede zu einem Monatstitel, der dann Spiegel Reporter hieß.
Von 1993 bis 1999 war er Vorstandsmitglied des Hamburger Presseclubs.
Anfang 2000 wurde er Korrespondent für den Auslandsdienst des Axel-Springer-Verlags (SAD) in New York. Von November 2000 bis April 2002 war er Chefredakteur des Männer-Lifestylemagazins GQ – Gentlemen’s Quarterly in München. Danach war er als Medienberater im journalistisch-kreativen und digitalen Sektor tätig, etwa für die WAZ Mediengruppe, Gruner + Jahr, den Axel-Springer-Verlag, die Mediengruppe Klambt und die internationale Design-Agentur Lunar (San Francisco).
Seit Oktober 2013 ist Wrede Dozent an der Hamburg Media School im Bereich Medienmanagement und Editor des dortigen InnoLab.
Von 2020 bis Mai 2023 war er erneut Chefredakteur der Neuauflage des Lifestylemagazins Max.
Im September 2023 wurde bekannt, dass Wrede gemeinsam mit Jürgen Hunke – der kurz zuvor seine Anteile an Hamburg 1 verkaufte – den Online-Kanal Guten-Morgen-Hamburg.de als Chefredakteur leiten soll.